# Armée de l'air du Niger
L'armée de l'air du Niger (anciennement escadrille nationale du Niger puis groupement aérien national) est la composante aérienne de l'armée nigérienne. Créée en 1961, elle est composée en 2022 de plus d'une quinzaine d'avions et d'hélicoptères.

## Histoire
Le prédécesseur de l’armée de l’air du Niger, l’escadrille nationale du Niger, a été créée en 1961.  Elle a ensuite été restructurée en Groupement Aérien National en 1989. Avant 2003, les forces armées nigériennes (FAN) étaient regroupées en une seule branche avec un chef d’état-major supervisant à la fois les forces terrestres et l’Escadre aérienne nationale. À la suite d’une restructuration organisationnelle en 2003, les forces armées du Niger ont été structurées en deux branches de service principales: l’Armée de terre pour toutes les forces terrestres et l’Armée de l’air du Niger. Chaque branche était dirigée par un chef d’état-major responsable devant le chef d’état-major interarmées des forces armées militaires. Dans le cadre de cette nouvelle structure, l'Escadre aérienne nationale a été rebaptisé Armée de l'air du Niger le 17 décembre 2003. L’armée de l’air nigérienne est dirigée par le chef d’état-major de l’armée de l’air, responsable devant le chef interarmées et le ministre de la Défense.

## Structure
Sur le plan organisationnel, l’armée de l’air est composée d’escadrons, d’unités techniques, d'une compagnie de fusiliers et d’un état-major généralisé. Le chef d’état-major de l’armée de l’air nigérienne est le colonel Abdoul Kader Amirou[Quand ?].

## Formation
En 2022, il n’y a pas d'installations d’entraînement spéciales de l’armée de l’air au Niger. La formation de base des recrues de l’armée de l’air est dispensée à la base de Tondibia avec les recrues d’autres branches du service militaire. Les officiers, pilotes et mécaniciens de l’armée de l’air sont également formés en France, aux États-Unis et dans d’autres pays d’Afrique du Nord comme le Maroc à l'École royale de l'air de Marrakech et en Algérie.  De plus, des activités de formation locales sont entreprises avec des partenaires étrangers (États-Unis, France, etc.) pour mettre à jour les compétences. En 2014, une entreprise de logistique a été formée et équipée par les États-Unis de camions de carburant et d’eau, d’ambulances et de véhicules 4x4 non armés.
L'armée de l'air des États-Unis est présente à la fois à la base aérienne 101 Niamey, utilisé également par l'armée française, et à la base aérienne nigérienne 201 à Agadez. Cette dernière est construit par les États-Unis a partir de 2014 et opérationnel en 2019.

## Inventaire des aéronefs
L’inventaire d'avions et d'hélicoptères de l'armée de l’air nigérienne en date de 2022 est modeste bien qu'il ait largement augmenté avec de nouvelles acquisitions à partir de 2008 et une assistance supplémentaire de la France et des États-Unis. Cette augmentation de la capacité est guidée par la nécessité d’améliorer les patrouilles frontalières à la suite de la crise en Libye et au Mali.
| Aéronefs                  | Origine          | Type                                  | En service      | Versions        | Notes                                                                                       |
| Avion de chasse           | Avion de chasse  | Avion de chasse                       | Avion de chasse | Avion de chasse | Avion de chasse                                                                             |
| ------------------------- | ---------------- | ------------------------------------- | --------------- | --------------- | ------------------------------------------------------------------------------------------- |
| Soukhoï Su-25             | Union soviétique | Avion d'attaque au sol                | 2               |                 | Deux Su-25 livrés depuis l’Ukraine en 2013 toujours opérationnels en 2022,                  |
| Avion d’entraînement      |                  |                                       |                 |                 |                                                                                             |
| Diamond Aircraft DA-42    | Autriche         | Avion d'entrainement moyen            | 2               | DA42M           |                                                                                             |
| Hürkuş-B                  | Turquie          | Entraînement de base                  | 3               |                 | 3 reçue.                                                                                    |
| Avion de transport        |                  |                                       |                 |                 |                                                                                             |
| Dornier 228               | Allemagne        | Avion de transport léger              | 1               |                 |                                                                                             |
| Lockheed C-130 Hercules   | États-Unis       | Avion de transport                    | 3               | C-130H          | 3 d'occasion donné par les États-Unis livré en janvier 2021, décembre 2021 et décembre 2022 |
| Beechcraft Super King Air | États-Unis       | Transport léger                       | 1               | 350             |                                                                                             |
| Cessna 208 Caravan        | États-Unis       | Avion de transport / surveillance     | 4               | 208B            | Livraison en 2013. 2 avions assurent la reconnaissance                                      |
| Hélicoptère               |                  |                                       |                 |                 |                                                                                             |
| Mil Mi-17                 | Russie           | Hélicoptère de transport              | 2               |                 | 3 a l'origine. Un accidenté le 26 décembre 2022.                                            |
| Mil Mi-24                 | Russie           | Hélicoptère de transport et de combat | 1               | Mi-24/35        | 2 sur commande                                                                              |
| Bell 412                  | États-Unis       | Hélicoptère de transport              | 2               | AB-412          | 2 sur commande                                                                              |
| Gazelle SA-342            | France           | Hélicoptère léger polyvalent          | 5               | SA341           | 3 donnés par la France en 2015, 2 en novembre 2022.                                         |
| Drone                     |                  |                                       |                 |                 |                                                                                             |
| Bayraktar TB2             | Turquie          | Drones de combat moyenne portée       | 6               |                 | Livraison en mai 2022                                                                       |

## Personnalité
La militaire Haïssa Mariko, connue sous le nom de Haïssa Hima, est en 1967 la première femme parachutiste du Niger.